# Maria Gabriela Llansol
(Eduardo Lourenço, intervista su LER, settembre 2008)
Maria Gabriela Llansol Nunes da Cunha Rodrigues Joaquim, nota come Maria Gabriela Llansol e talvolta come Gabriela Llansol (Lisbona, 24 novembre 1931 – Sintra, 3 marzo 2008), è stata una scrittrice e traduttrice portoghese.

## Biografia
Di origini familiari catalane, Maria Gabriela Llansol nacque nel 1931 a Lisbona, nel quartiere Campo de Ourique, e si laureò in Diritto nel 1955, per poi completare la sua formazione nel campo delle Scienze Pedagogiche nel 1957.
Nel 1962 debutta come scrittrice, con la pubblicazione di Os Pregos na Erva (I Chiodi nell'Erba).
Nel 1965, vivendo nel regime autoritario dell'Estado Novo del dittatore Salazar, si auto-esiliò in Belgio col marito (e coautore di alcune opere) Augusto Joaquim, per evitare che questi si arruolasse per la Guerra Coloniale Portoghese. 
In Belgio, entrambi lavorarono nel settore dell'Educazione. 
Tornò in Portogallo nel 1985 e scelse di vivere a Sintra, dove morì nel 2008.

## Attività letteraria e lascito
Autrice di prose frammentarie, diaristiche e visionarie, Maria Gabriela Llansol non s'inquadra nella classica categoria della scrittrice di romanzi, occupando un ruolo di figura eterodossa nel contesto della letteratura portoghese del XX e del XXI secolo.
La sua opera per certi versi più importante - «opera fonte» di tutto il suo percorso letterario, come la stessa autrice ebbe ad affermare - è O Livro das Comunidades (Il Libro delle Comunità), pubblicato nel 1977.
Nell'ambito della cultura lusitana, l'influente filosofo Eduardo Lourenço ha afferrmato, dopo la morte di Maria Gabriela Llansol, che sarà lei «il prossimo grande mito letterario dopo Fernando Pessoa».

Proprio Pessoa è uno degli autori con cui Llansol dialoga, reinterpretandoli nella sua opera. Si tratta di scrittori, artisti, pensatori e mistici, come, ad esempio, Bach, Eckart e Ibn ʿArabī.

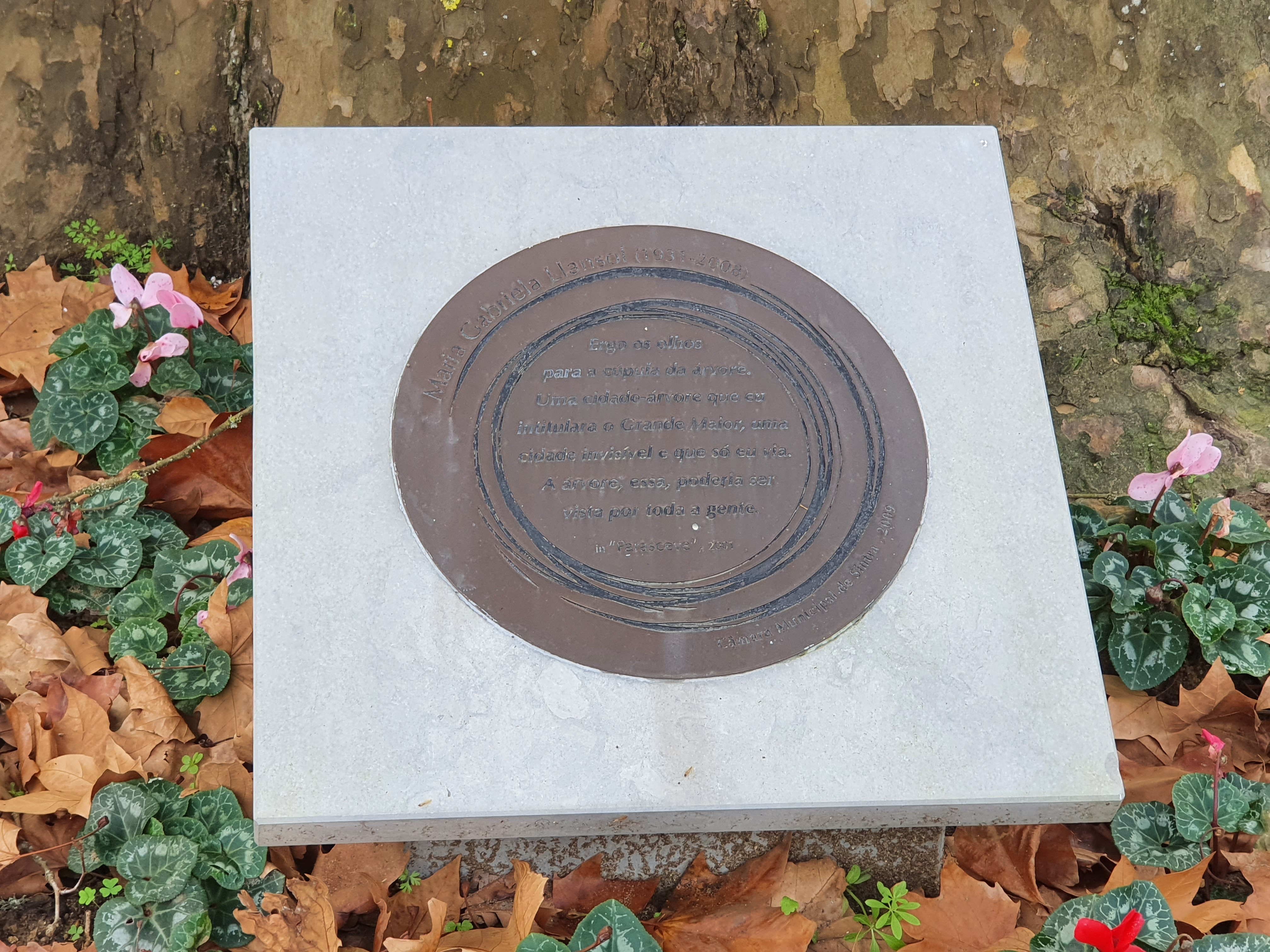
Targa commemorativa dedicata a Maria Gabriela Llansol, in Volta do Duche, Sintra (Portogallo).

Scrittrice prolifica, autrice di 29 libri pubblicati e 70 quaderni inediti alla data della morte, Maria Gabriela Llansol ha inoltre realizzato varie traduzioni, soprattutto di autori francesi, tra i quali Verlaine, Rimbaud e Baudelaire.
Con le sue opere, Maria Gabriela Llansol vinse i seguenti premi letterari: Premio D. Dinis della Fondazione Casa de Mateus (Um Falcão no Punho, 1985); Premio Inasset (Contos do Mal Errante, 1986); Premio della Critica dell'Associazione Portoghese dei Critici Letterari; due volte il Gran Premio del Romanzo e della Novella dell'Associazione Portoghese degli Scrittori/IPLB (Um Beijo Dado Mais Tarde, 1990; Amigo e Amiga: curso de silêncio, 2004).
Nel 2007, il regista Miguel Mendes e la coreografa Vera Mantero le hanno dedicato il film-documentario Curso de Silêncio, il cui titolo è ispirato da un libro della scrittrice, Amigo e Amiga: curso de silêncio (2004).
Nel 2009, il Comune di Sintra, città dove l'autrice visse l'ultima parte della vita, ha posto una targa commemorativa, dedicata a Maria Gabriela Llansol, vicino all'albero che la scrittrice chiamò «Grande Maior» (Grande Maggiore/Massimo) nel libro Parasceve. Puzzles e ironias (2001).
Il fondo Llansol, comprendente gli inediti, gli oggetti e la biblioteca privata della scrittrice, è custodito e curato dall'associazione di studi llansoliani Espaço Llansol, avente sede nel quartiere Campo de Ourique di Lisbona, proprio di fianco alla chiesa di Santa Isabel dove Maria Gabriela Llansol e Augusto Joaquim si soposarono. Principale responsabile per l'edizione degli inediti e le attività dell'associazione è il saggista e traduttore João Barrento.

## Opere
- 1962 - Os Pregos na Erva

- 1973 - Depois de Os Pregos na Erva

Geografia de Rebeldes (trilogia)
- 1977 - O Livro das Comunidades

- 1983 - A Restante Vida

- 1984 - Na Casa de Julho e Agosto

O Litoral do Mundo (trilogia)
- 1984 - Causa Amante

- 1986 - Contos do Mal Errante.

- 1988 - Da Sebe ao Ser

Diário (trilogia)
- 1985 - Um Falcão no Punho. Diário I

- 1987 - Finita. Diário II

- 1996 - Inquérito às Quatro Confidências. Diário III

Altre opere
- 1990 - Amar um Cão

- 1990 - O Raio sobre o Lápis

- 1990 - Um Beijo Dado mais tarde

- 1993 - Hölder, de Hölderlin

- 1994 - Lisboaleipzig I. O encontro inesperado do diverso

- 1994 - Lisboaleipzig II. O ensaio de música

- 1998 - A Terra Fora do Sítio

- 1998 - Carta ao Legente

- 1999 - Ardente Texto Joshua

- 2000 - Onde Vais, Drama-Poesia?

- 2000 - Cantileno

- 2001 - Parasceve. Puzzles e Ironias

- 2002 - O Senhor de Herbais. Breves ensaios literários sobre a reprodução estética do mundo, e suas tentações

- 2003 - O Começo de Um Livro é Precioso

- 2003 - O Jogo da Liberdade da Alma

- 2006 - Amigo e Amiga. Curso de silêncio de 2004

- 2007 - Os cantores de leitura

Pubblicazioni postume
- 2009 - Livro de Horas I: Uma data em cada mão

- 2010 - Livro de Horas II: Um arco singular

- 2013 - Livro de Horas III: Numerosas Linhas

- 2014 - Livro de Horas IV: A palavra imediata

- 2015 - Livro de Horas V: O azul imperfeito
- 2018 - Livro de Horas VI: Herbais foi de silêncio
- 2020 - Livro de Horas VII: O sonho é um grande escritor

Traduzioni ad opera di Maria Gabriela Llansol
- 1995 - Emily Dickinson, Bilhetinhos com Poemas (sotto pseudonimo Ana Fontes)
- 1995 - Paul Verlaine, Sageza
- 1996 - Rainer Maria Rilke, Frutos e Apontamentos
- 1998 - Arthur Rimbaud, O Rapaz Raro
- 1999 - Teresa de Lisieux, O Alto Voo da Cotovia
- 2001 - Guillaime Apollinaire, Mais Novembro do que Setembro
- 2002 - Paul Éluard, Últimos Poemas de Amor
- 2003 - Charles Baudelaire, As Flores do Mal

Opere di Maria Gabriela Llansol tradotte in italiano
- 2010 - Il gioco della libertà dell'anima - Lo spazio edenico
- 2018 - All' ombra del chiaro di luna